# Lijst van Eurocommissarissen voor Onderzoek en Wetenschap
De functie van Europees commissaris voor Onderzoek en Wetenschap is sinds het aantreden van de Commissie-Rey (1967) een functie binnen de Europese Commissie. In de Commissie-Prodi (1999-2004) was de functie Wetenschap vacant. In de Commissie-Von der Leyen (2019-2024) viel het directoraat-generaal “Onderzoek en innovatie” onder de verantwoordelijkheid van de Commissaris voor Innovatie, Onderzoek, Cultuur, Onderwijs en Jeugd. Onderzoek in defensie en ruimtevaart behoorden dan weer tot de verantwoordelijkheid van de Commissaris voor de Interne Markt.

## Commissarissen
|  | Naam                  | Lidstaat  | Nationale partij | Periode   | Commissies        |
|  | --------------------- | --------- | ---------------- | --------- | ----------------- |
|  | Fritz Hellwig         | Duitsland |                  | 1967-1970 | Rey               |
|  | Altiero Spinelli      | Italië    | Onafhankelijk    | 1970-1973 | Malfatti Mansholt |
|  | Ralf Dahrendorf       | Duitsland | FDP              | 1973-1974 | Ortoli            |
|  | Guido Brunner         | Duitsland | FDP              | 1974-1981 | Ortoli Jenkins    |
|  | Étienne Davignon      | België    | Onafhankelijk    | 1981-1985 | Thorn             |
|  | Karl-Heinz Narjes     | Duitsland | CDU              | 1985-1989 | Delors I          |
|  | Filippo Pandolfi      | Italië    | DC               | 1989-1993 | Delors II         |
|  | Antonio Ruberti       | Italië    | Onafhankelijk    | 1993-1995 | Delors III        |
|  | Édith Cresson         | Frankrijk | PS               | 1995-1999 | Santer            |
|  | Philippe Busquin      | België}   | PS               | 1999-2004 | Prodi             |
|  | Louis Michel          | België    | MR               | 2004      | Prodi             |
|  | Janez Potočnik        | Slovenië  | LDS              | 2004-2010 | Barroso I         |
|  | Máire Geoghegan-Quinn | Ierland   | Fianna Fáil      | 2010-2014 | Barroso II        |
|  | Carlos Moedas         | Portugal  | PSD              | 2014-2019 | Juncker           |